# THX
THX Ltd. (от англ. Tomlinson Holman’s crossover) — американская компания, основанная в 1983 году Джорджем Лукасом, со штаб-квартирой в Сан-Франциско, штат Калифорния. Она разрабатывает высококачественные системы домашнего кинотеатра. Данный стандарт был разработан Томлинсоном Холманом для компании Джорджа Лукаса Lucasfilm в 1982 году, чтобы удостовериться, что замысел звукорежиссёра по звуковому сопровождению шестой части саги — «Звёздные войны. Эпизод VI: Возвращение джедая» — будет донесён до зрителя в полном объёме.
В отличие от расхожего мнения, система THX не является технологией звукозаписи, а также она не требует использования какого-либо особого звукового формата. Любой звуковой формат, будь он цифровой (Dolby Digital, SDDS) или аналоговый (Dolby SR, Ultra-Stereo) может нести на себе логотип THX. THX прежде всего является стандартом контроля качества. Если техника сертифицирована под THX, то она будет воспроизводить звук наиболее близко к тому, как его задумали звукорежиссёры на киностудиях.
Со времён своего появления стандарт развивался вместе с развитием многоканального звучания. Современный THX-сертифицированный AV-ресивер должен быть способным декодировать записи в форматах 6.1 и иметь при этом семь каналов усиления: стандарт ТНХ предусматривает раскладку сигнала тылового центра методом адаптивной декорреляции на два канала. Озвучивают результат две тыловые задние колонки, расположенные за слушателем. Кроме того, любой THX-ресивер оснащается системой реэквализации. Стандарт призван адаптировать предназначенный для больших помещений кинотеатров звук для его воспроизведения в домашних условиях. Также в стандарте присутствует требование на возможность тембрального согласования всех громкоговорителей — в алгоритм настройки центральной и тыловых акустических систем включают возможность эквализации по пяти полосам, а также специальной настройки по пиковому уровню баса.